# Рюм
Рюм (фр. Rumes, валлон. Reme / Rème) — коммуна в Валлонии, расположенная в провинции Эно, округ Турне, на границе с Францией. Принадлежит Французскому языковому сообществу Бельгии. На площади 23,72 км² проживают 5 112 человек (плотность населения — 216 чел./км²), из которых 48,49 % — мужчины и 51,51 % — женщины. Средний годовой доход на душу населения в 2003 году составлял 11 502 евро.
Почтовые коды: 7610—7618. Телефонный код: 069.